# Operation Northwoods

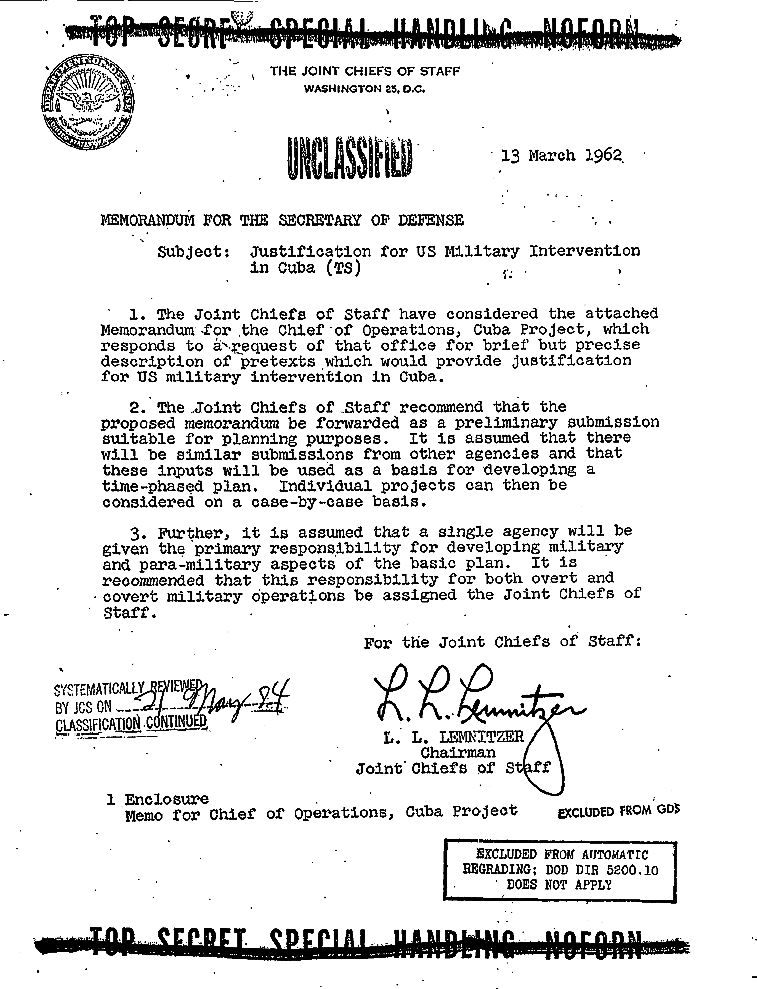
Freigegebenes Dokument zu Operation Northwoods

Operation Northwoods war ein US-amerikanischer Geheimplan, der 1962 vom Generalstab des Verteidigungsministeriums der Vereinigten Staaten verfasst und am 13. März 1962 Präsident John F. Kennedy vorgelegt wurde. Neben Operation Mongoose sah dieser Plan vor, die verdeckte Kriegsführung der USA gegenüber Kuba weiter auszubauen. Durch inszenierte Terroranschläge unter falscher Flagge gegen den zivilen Luft- und Schifffahrtsverkehr innerhalb der USA, für die man im Nachhinein Fidel Castro verantwortlich machen wollte, sollte ein Vorwand zur Invasion Kubas geschaffen werden. Im Gegensatz zu Operation Mongoose wurde Northwoods jedoch nicht umgesetzt, weil Kennedy seine Zustimmung verweigerte. Die Planungen wurden bereits unter Präsident Eisenhower vorgenommen. Unterzeichnet war das Dokument für die Mitglieder der Vereinigten Stabschefs von Lyman L. Lemnitzer, dem Vorsitzenden und späteren Oberkommandeur der NATO in Europa. Nach über dreißigjähriger Geheimhaltung kam der Geheimplan 1997/98 durch den Freedom of Information Act an die Öffentlichkeit.

## Anlass
Mit dem Scheitern der Invasion in der Schweinebucht in Kuba und der offensichtlich gewordenen Beteiligung von CIA-Agenten im Zusammenhang mit einer organisierten Armee aus Exilkubanern, suchte die US-Regierung unter Kennedy nach subtileren Operationsmöglichkeiten gegen Kuba. Northwoods galt als ein Entwurf, der die Weltöffentlichkeit von der Gefährlichkeit des Castro-Regimes überzeugen sollte.

## Inhalt des Dokuments

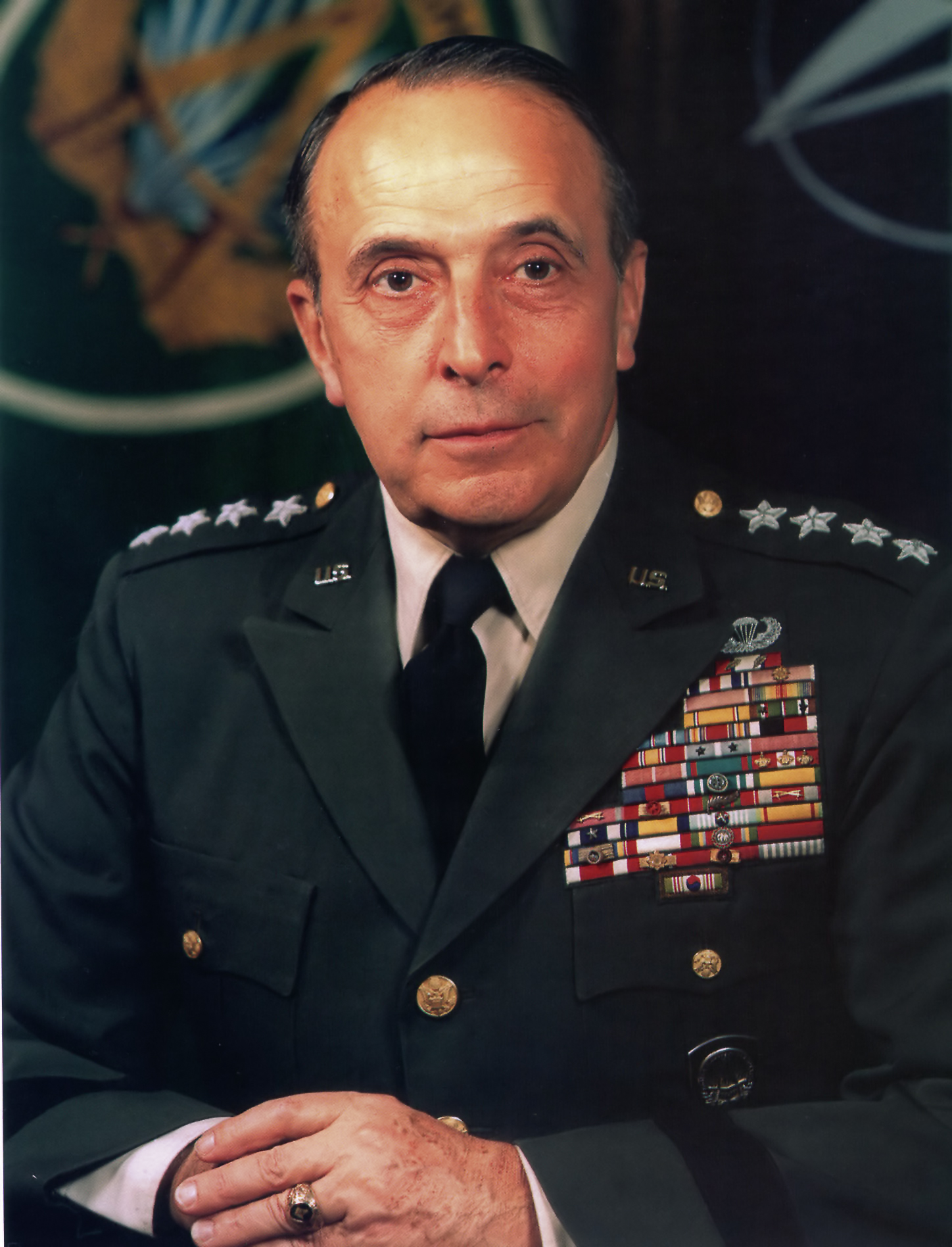
Lyman L. Lemnitzer, seinerzeit als Vorsitzender der Joint Chiefs of Staff maßgeblich für die Planungen zur Operation Northwoods verantwortlich.

Das Dokument wurde mit der Absicht verfasst, eine allgemeine Zustimmung und Unterstützung für eine militärische Invasion von Kuba zu gewinnen. Die Stabschefs gingen davon aus, dass die US-Bevölkerung einen Militärangriff auf Kuba nur dann unterstützen würde, wenn dem Angriff bedrohliche und aggressive Aktionen der Inselnation gegen US-amerikanische Soldaten, Zivilisten, Kubaflüchtlinge oder Exilkubaner vorausgegangen wären. James Bamford kommentiert kurz nach Veröffentlichung der Dokumente den Inhalt wie folgt:

„Geheimen und lange unter Verschluss gehaltenen Dokumenten zufolge […] machte und verabschiedete der Vereinigte Generalstab Pläne, die vielleicht die schlimmsten waren, die je von einer US-amerikanischen Regierungsinstanz produziert worden sind. Im Namen des Antikommunismus schlugen die Militärs einen geheimen und blutigen Terrorkrieg gegen ihr eigenes Land vor, um die amerikanische Öffentlichkeit für den irrwitzigen Krieg zu gewinnen, den sie gegen Kuba führen wollten.“

Das Dokument umfasst Ausführungen zu einer geplanten Inszenierung erfundener Angriffe mit fingierten Opfern, in anderen Fällen lässt es offen, ob die Angriffe Täuschungsmanöver oder echte Aktionen sein sollten. Für einige Angriffe wurde ausdrücklich erwogen, sie in die Realität umzusetzen. Nach der erfolgreichen Operation Northwoods wurde eine weitere Koordination durch die CIA geplant.
Einige Empfehlungen der Operation Northwoods lauteten:
- Verbreitung von Gerüchten über Kuba durch geheime Radiosender
- Anschläge gegen kubanische Flüchtlinge in den USA, für die man Castro verantwortlich machen wollte
- Versenkung eines US-amerikanischen Schiffes in der Bucht von Guantánamo
- Zerstörung einer US-amerikanischen Militärbasis oder eines amerikanischen Flugzeuges, anschließende Beschuldigung kubanischer Truppen
- Störung des zivilen Luftverkehrs, Angriffe auf Schiffe und Zerstörung eines US-Militärflugzeuges durch Flugzeuge vom Typ MiG
- Zerstörung eines angeblich mit ferienreisenden Studenten gefüllten Passagierflugzeuges
- möglichen Unfalltod des Astronauten John Glenn als kubanische Sabotage darstellen
- Inszenierung einer Terroraktion mittels des tatsächlichen oder simulierten Versenkens kubanischer Flüchtlinge
- Inszenierung von kommunistischen kubanischen Terroraktionen im Bereich Miami und in anderen Städten Floridas sowie in Washington
- Angriff und Abschuss einer zivilen Chartermaschine durch ein kubanisches Flugzeug.

Für den Angriff und Abschuss einer zivilen Chartermaschine sah man vor, ein genaues Duplikat eines tatsächlich registrierten Zivilflugzeuges der CIA anzufertigen. Vorgesehen war hierfür der Luftwaffenstützpunkt Eglin. Das Duplikat sollte durch ein Rendezvous beider Flugzeuge südlich von Florida ausgetauscht werden. Zuvor haben bereits Passagiere mit falschem Namen das tatsächlich registrierte Flugzeug betreten und flogen auf Minimalhöhe zum vorgesehenen Luftwaffenstützpunkt Eglin zurück. Das Duplikat sollte als Drohne weiter Richtung Kuba fliegen und mit dem Notsignal „Mayday“ einen Angriff durch ein kubanisches Kampfflugzeug simulieren. Indem das Signal aufgefangen und der International Civil Aviation Organization gemeldet wird, würde der Vorfall von ganz allein genug Aufsehen erregen, ohne großes Zutun der US-Regierung. Da das Dokument von John F. Kennedy abgelehnt wurde, blieb Operation Northwoods ein Entwurf ohne tiefgreifende Folgen für die kurz darauf folgende Kubakrise.